# Estoa de los atenienses
La Estoa de los atenienses es un antiguo pórtico del santuario de Apolo en Delfos, Grecia, situado al sur del Templo de Apolo. El lado sur de la pared poligonal de la plataforma forma la pared norte de la estoa. Fue construida entre el 478 a. C.y el 470 a. C. durante el periodo clásico temprano. La estoa tiene una nave con una columnata de orden jónico que se abre hacia el sureste. Fue dedicada por los atenienses tras las guerras médicas.

## Contexto
Fue construido en Delfos tras la victoria naval sobre los persas en Sestos, en Tracia, en el Helesponto, en el año 478 a. C. Se dedicó a Apolo y a los atenienses que perecieron en las guerras médicas.
Hacia el final de las guerras médicas, el rey aqueménida Jerjes I ordenó la construcción de dos puentes de barcas a través del Helesponto.
Los restos de la estoa fueron excavados en 1880 por la Escuela Francesa de Atenas, bajo la dirección de Bernard Haussoullier.

## Descripción

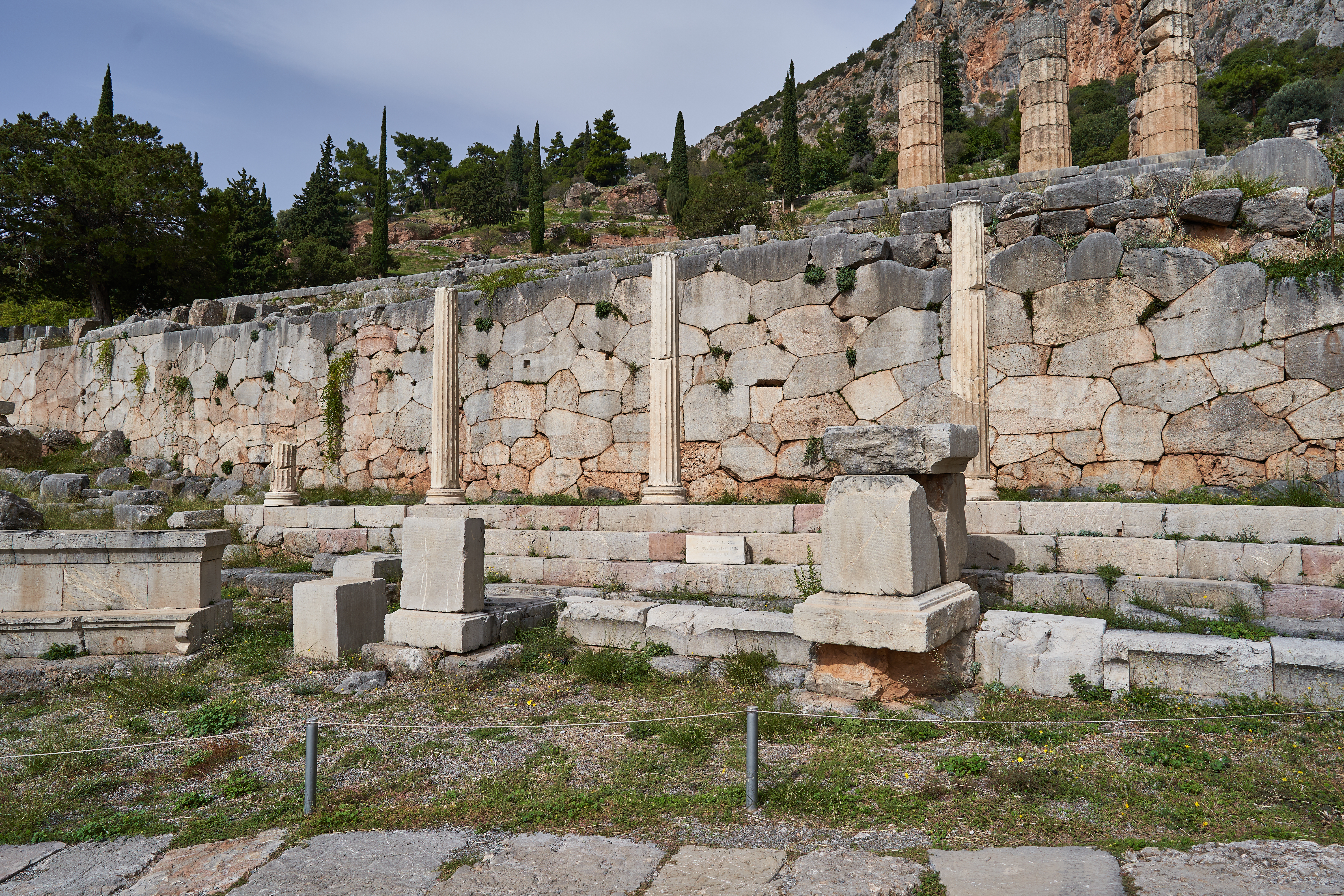
La estoa de los atenienses y el muro poligonal que sostiene el templo de Apolo. La dedicatoria de la estoa es legible, salvo las dos últimas palabras, en el estilóbato.

Se construyó adosada al muro poligonal que sostenía la terraza del templo de Apolo. El monumento se identificaba por la inscripción aún legible en el estilóbato, escrita en alfabeto ático arcaico:
ΑΘEΝΑΙΟΙ ΑΝΕΘΕΣΑΝ ΤEΝ ΣΤΟΑΝ ΚΑΙ ΤΑ ΗΟΠΛ[Α Κ]ΑΙ ΤΑΚΡΟΤΕΡΙΑ HΕΛΟΝΤΕΣ ΤOΝ ΠΟΛΕ[ΜΙO]Ν
«Los atenienses dedicaron el pórtico, las armas y los ornamentos (proa o popa) de los barcos arrebatados a los enemigos».
Los armamentos mencionados en la inscripción se refieren probablemente a cuerdas tomadas de barcos persas, probablemente las que utilizaron para construir su vasto puente de barcas en el Helesponto, descrito por Heródoto.
Una estoa típica es un pórtico griego formado por un muro trasero y un muro con columnas en la parte delantera. La estoa de los atenienses utilizaba un muro preexistente como pared trasera. El muro preexistente servía de base para la terraza que sostenía el templo de Apolo. La estoa  se construyó con un tejado inclinado de madera con extremos de celosía, un entablamento de madera, un intercolumnio de 3,58 m  y un estrechamiento de 3,9 cm del diámetro de la columna inferior. Aunque nunca se han recuperado las vigas, hay indicios de que atravesaban el tejado a intervalos de 3,5 m.
En la crepidoma de tres escalones, que mide 26,50 m de largo y 3,10 m de ancho, se alzan al menos siete columnas monolíticas estriadas de orden jónico, de 3,31 m de altura. Las columnas son de mármol pentélico y sus bases, de mármol de Paros. La distancia entre ellas es bastante grande, lo que crea aberturas que dejan pasar la luz al interior del edificio, que probablemente estaba cubierto por un tejado de madera. La crepidoma y la columnata han sido restauradas.

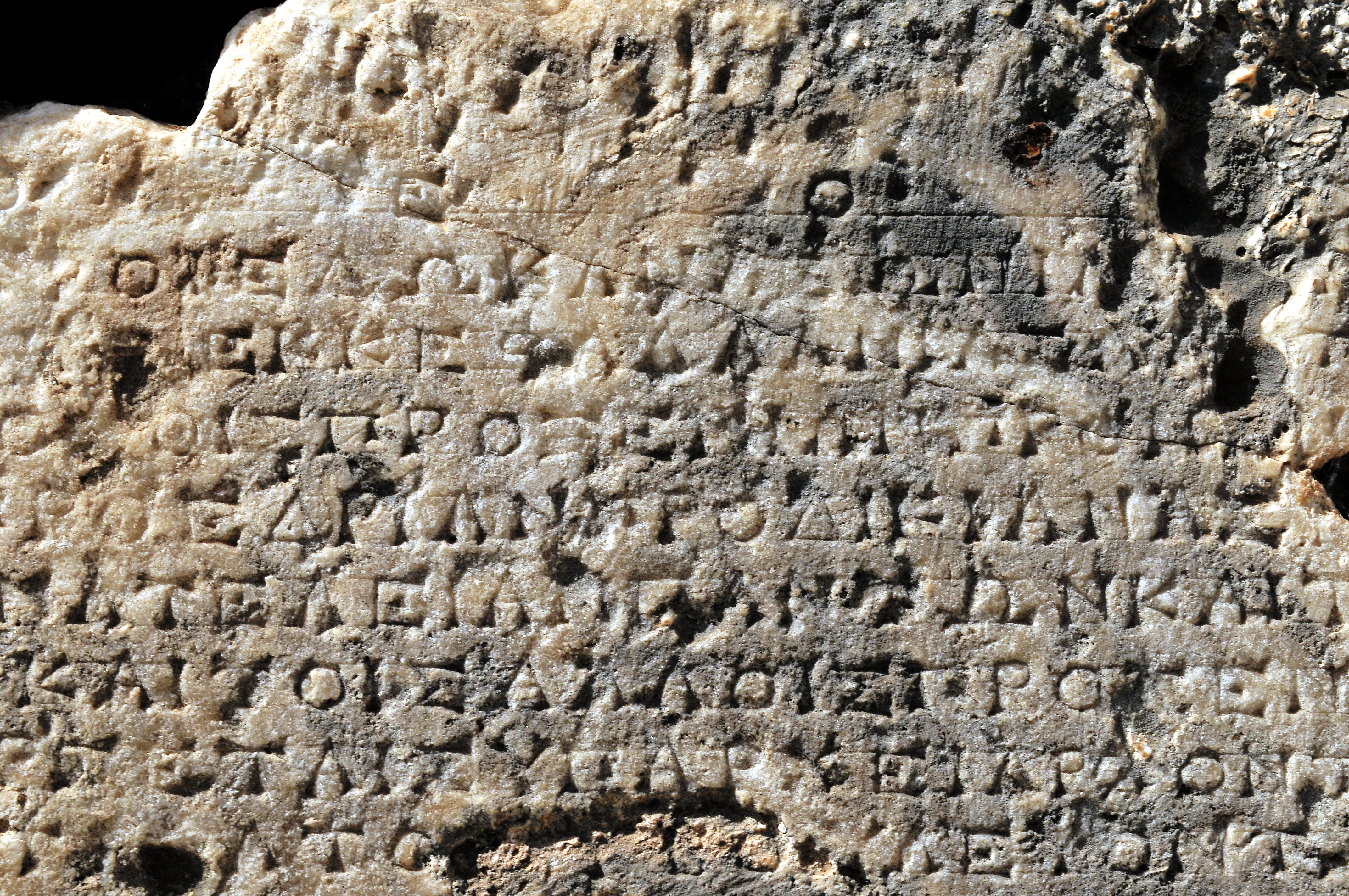
Inscripciones de manumisión en el muro poligonal.

En el muro poligonal de la parte posterior de la estoa, sobre todo en el lado oeste, se realizaron unos seiscientos grabados, actos de emancipación de esclavos en forma de ventas ficticias al dios Apolo.
Lo más probable es que la estoa se construyera tras las victorias navales contra los persas en Mícala y Sesto en 478 a. C. Se utilizó para almacenar el botín de guerra, principalmente de las victorias navales contra los persas en batalla de Mícala, Sesto, batalla de Salamina y la del Helesponto. En años posteriores, se expusieron otros objetos en la estoa a medida que los atenienses obtenían más victorias navales. Los monumentos de guerra expuestos estaban dedicados a los dioses griegos, pero también servían como monumentos a la victoria de Atenas. De toda la estoa solo se conservan los cimientos poligonales traseros, el estilóbato y, al noreste, los cimientos con algunas columnas.